# Liste d'enzymes
Cet article est une liste d'enzymes, triées par sous-catégories.

## Catégorie:Hydrolases
- Hydrolase
- Enzyme hydrolytique
- Catégorie:EC 3.1
  - Endonucléase
  - Exonucléase
  - Nucléase
  - Phospholipase
  - Enzyme de restriction
  - Catégorie:EC 3.1.1
    - Hydrolase acide
    - Cholinestérase
    - Lipoprotéine lipase (LPL)

  - Catégorie:EC 3.1.2
    - Ubiquitine carboxy-terminal hydrolase L1

  - Catégorie:EC 3.1.21
    - Désoxyribonucléase

  - Catégorie:EC 3.1.26
    - RNAse H

  - Catégorie:EC 3.1.27
    - Ribonucléase

  - Catégorie:EC 3.1.3
    - Phosphatase alcaline
    - Fructose bisphosphatase
    - Phosphatase
- Catégorie:EC 3.2
  - Catégorie:EC 3.2.1
    - Amylase
    - Chitinase
    - Hyaluronidase
    - Lactase
    - Lysozyme
    - Maltase
    - Sucrase
- Catégorie:EC 3.4
  -     - Peptidase

  - Catégorie:EC 3.4.11
    - Alanine aminopeptidase

  - Catégorie:EC 3.4.15
    - Enzyme de conversion de l'angiotensine (Angiotensin-converting enzyme)

  - Catégorie:EC 3.4.21
    - Acrosine
    - Chymotrypsine
    - Élastase
    - Facteur IX
    - Facteur X
    - Facteur XI
    - Facteur VII
    - Facteur XII
    - Plasmine
    - Protéine C
    - Protéase à sérine
    - Prothrombine
    - Tissue plasminogen activator
    - Trypsine

  - Catégorie:EC 3.4.23
    - Pepsine
    - Rénine
    - Rennet
    - Trypsinogène

  - Catégorie:EC 3.4.24
    - Métalloprotéinase matricielle

  - Catégorie:EC 3.4.42
    - Métalloendopeptidase
- Catégorie:EC 3.5
  - Catégorie:EC 3.5.1
    - Uréase

  - Catégorie:EC 3.5.3
    - Arginase
- Catégorie:EC 3.6
  - Catégorie:EC 3.6.1
    - DnaB hélicase
    - Hélicase
    - RecQ hélicase

  - Catégorie:EC 3.6.3
    - ATP synthase
    - ATPase
    - Pompe sodium-potassium

## Catégorie:Isomérases
- Isomère
- Isomérase
- Catégorie:EC 5.3
  - Catégorie:EC 5.3.3
    - Énoyl coA isomérase

  - Catégorie:EC 5.3.4
    - Protéine disulfure isomérase
- Catégorie:EC 5.4
  - Catégorie:EC 5.4.2
    - Phosphoglucomutase
- Catégorie:EC 5.99
  - Catégorie:EC 5.99.1
    - ADN-topoisomérase

## Catégorie:Ligases
- Liaison covalente
- ADN-ligase
- Ligase

## Catégorie:Lyases
- Lyase
- Catégorie:EC 4.1
  - Catégorie:EC 4.1.1
    - Aromatic-L-amino-acid decarboxylase
    - Ornithine décarboxylase
    - Rubisco
    - Uridine monophosphate synthétase
    - Oxalate décarboxylase
    - Oxalate décarboxylase
    - phosphoénolpyruvate carboxylase

  - Catégorie:EC 4.1.2
    - Aldolase
    - 2-hydroxyphytanoyl-CoA lyase
- Catégorie:EC 4.2
  - Catégorie:EC 4.2.1
    - Anhydrase carbonique
    - Tryptophane-synthétase
- Catégorie:EC 4.3
  - Catégorie:EC 4.3.1
    - Phénylalanine ammonia-lyase
- Catégorie:EC 4.6
  - Catégorie:EC 4.6.1
    - Adénylate-cyclase
    - Guanylate-cyclase
- Catégorie:EC 4.99
  - Catégorie:EC 4.99.1
    - Ferrochélatase

## Catégorie:Oxydoréductases
- Déshydrogénase
- Luciférase
- Oxydation
- Oxydoréductase
- Catégorie:EC 1.1
  - Catégorie:EC 1.1.1
    - Alcool déshydrogénase
    - HMG-CoA-réductase
    - Lactate déshydrogénase (LDH)
    - Malate déshydrogénase (MDH)

  - Catégorie:EC 1.1.3
    - Xanthine oxydase
- Catégorie:EC 1.10
  - Catégorie:EC 1.10.2
    - Coenzyme Q-cytochrome c réductase
- Catégorie:EC 1.11
  - Catégorie:EC 1.11.1
    - Catalase
    - Cytochrome c peroxydase
    - Glutathion peroxydase
    - Myéloperoxydase
    - Peroxydase
- Catégorie:EC 1.14
  - Cytochrome P450-oxydase
  - Catégorie:Cytochrome P450
    - Aromatase
    - CYP2D6
    - CYP2E1
    - CYP3A4
    - Cytochrome P450-oxydase

  - Catégorie:EC 1.14.13
    - Nitric oxide synthase

  - Catégorie:EC 1.14.14
    - Aromatase
    - CYP2D6
    - CYP2E1
    - CYP3A4

  - Catégorie:EC 1.14.16
    - Phénylalanine-hydroxylase
- Catégorie:EC 1.15
  - Catégorie:EC 1.15.1
    - Superoxyde-dismutase
- Catégorie:EC 1.16
  - Catégorie:EC 1.16.3
    - Céruloplasmine
- Catégorie:EC 1.18
  - Catégorie:EC 1.18.6
    - Nitrogénase
- Catégorie:EC 1.2
  - Catégorie:EC 1.2.1
    - Acétaldéhyde déshydrogénase
    - Pyruvate déshydrogénase

  - Catégorie:EC 1.2.4
    - Oxoglutarate-déshydrogénase
- Catégorie:EC 1.3
  - Catégorie:EC 1.3.1
  - Catégorie:EC 1.3.99
    - 5-alpha réductase
- Catégorie:EC 1.4
  - Catégorie:EC 1.4.3
    - Monoamine-oxydase (MAO)
- Catégorie:EC 1.5
  - Catégorie:EC 1.5.1
    - Dihydrofolate-réductase
- Catégorie:EC 1.6
  - Catégorie:EC 1.6.5
    - NADH déshydrogénase
- Catégorie:EC 1.9
  - Catégorie:EC 1.9.3
    - Cytochrome c oxydase
- Catégorie:EC 1.97
  - Catégorie:EC 1.97.1
    - Désiodase

## Catégorie:Transférases
- Glutathion S-transférase
- Transférase
- Catégorie:EC 2.1
  - Catégorie:EC 2.1.1
    - Catéchol-O-méthyl transférase
    - DNA-méthyltransférase
    - Histone-méthyltransférase
    - Méthylase

  - Catégorie:EC 2.1.3
    - ATCase
    - Ornithine-transcarbamoyltransférase
- Catégorie:EC 2.3
  - Catégorie:EC 2.3.1
    - Acide aminolévulinique synthase
    - Choline acétyltransférase

  - Catégorie:EC 2.3.2
    - Facteur XIII
    - Gamma-glutamyltranspeptidase
    - Transglutaminase
- Catégorie:EC 2.4
  - Catégorie:EC 2.4.2
    - Hypoxanthine-guanine phosphoribosyltransférase
- Catégorie:EC 2.5
  - Catégorie:EC 2.5.1
    - Thiaminase
- Catégorie:EC 2.6
  - Catégorie:EC 2.6.1
    - Alanine aminotransférase
    - Aspartate aminotransférase
- Catégorie:EC 2.7
  - Catégorie:EC 2.7.1
    - protéine-kinase CAMP-dépendante
    - Glucokinase
    - Hexokinase (HK)
    - Kinase
    - P53
    - PFP (enzyme)
    - Phosphofructokinase-1
    - Phosphofructokinase-2
    - Protéine-kinase
    - Thymidine-kinase
    - Tyrosine-kinase
      - Catégorie:Récepteur de la tyrosine kinase
        - Récepteur de l'insuline

  - Catégorie:EC 2.7.3
    - Créatine kinase (CK, CPK)

  - Catégorie:EC 2.7.7
    - ADN-polymérase
    - ADN-polymérase I
    - ADN-polymérase III
    - Galactose-1-phosphate uridylyltransférase
    - Polymérase
    - Primase
    - Transcriptase inverse
    - Transposase